# Handley Page Type S
Le Handley Page Type S, ou HP modèle 21, était un prototype de chasseur britannique conçu par Handley Page. Répondant à un appel d'offres de la marine américaine au début des années 1920 pour un avion embarqué sur porte-avions, c'était un avion très élaboré pour son époque, monoplan à aile basse. Seuls deux prototypes furent construits avant l'annulation du contrat.

### Aéronefs comparables
- Gloster Nightjar
- Fairey Flycatcher
- Parnall Plover